# County Clare
Clare (irisch Clár) ist ein County im Westen der Provinz Munster in der Republik Irland.
Der Name der Grafschaft leitet sich vom irischen Wort Clár (Planke) ab. Im 12. Jahrhundert gab es einen Übergang aus Planken über den Fluss Fergus an der Stelle der heutigen Ortschaft Clarecastle. Dieser Flussübergang hatte zur damaligen Zeit eine relativ große Bedeutung, so dass daraus der Name für die ganze Gegend abgeleitet wurde. Clare trägt auch den Beinamen Banner County. Im 18. und 19. Jahrhundert war es allgemein üblich, bei öffentlichen Kundgebungen Banner und Fahnen mitzuführen. In Clare war diese Tradition besonders stark ausgeprägt und hielt sich dort auch länger als in anderen Landesteilen, so dass der Beiname zu Beginn des 20. Jahrhunderts allgemein üblich wurde.

## Geografie
Die Grafschaft liegt zwischen der Galway Bay und der Mündung des Flusses Shannon. Der Shannon und der See Lough Derg  bilden auch die Ostgrenze. Im Nordosten grenzt sie an die Grafschaft Galway. Das Zentrum von Clare bildet ein Tiefland aus Karbonkalken. Im Osten gibt es einige niedrige Bergrücken mit Höhen von 300 bis 500 m (höchste Erhebung ist der Glennagalliagh mit 530 m). Hier finden sich eine Reihe von Torfmooren, während der Nordwesten durch die einmalige Karstlandschaft des Burren beherrscht wird.

## Geschichte

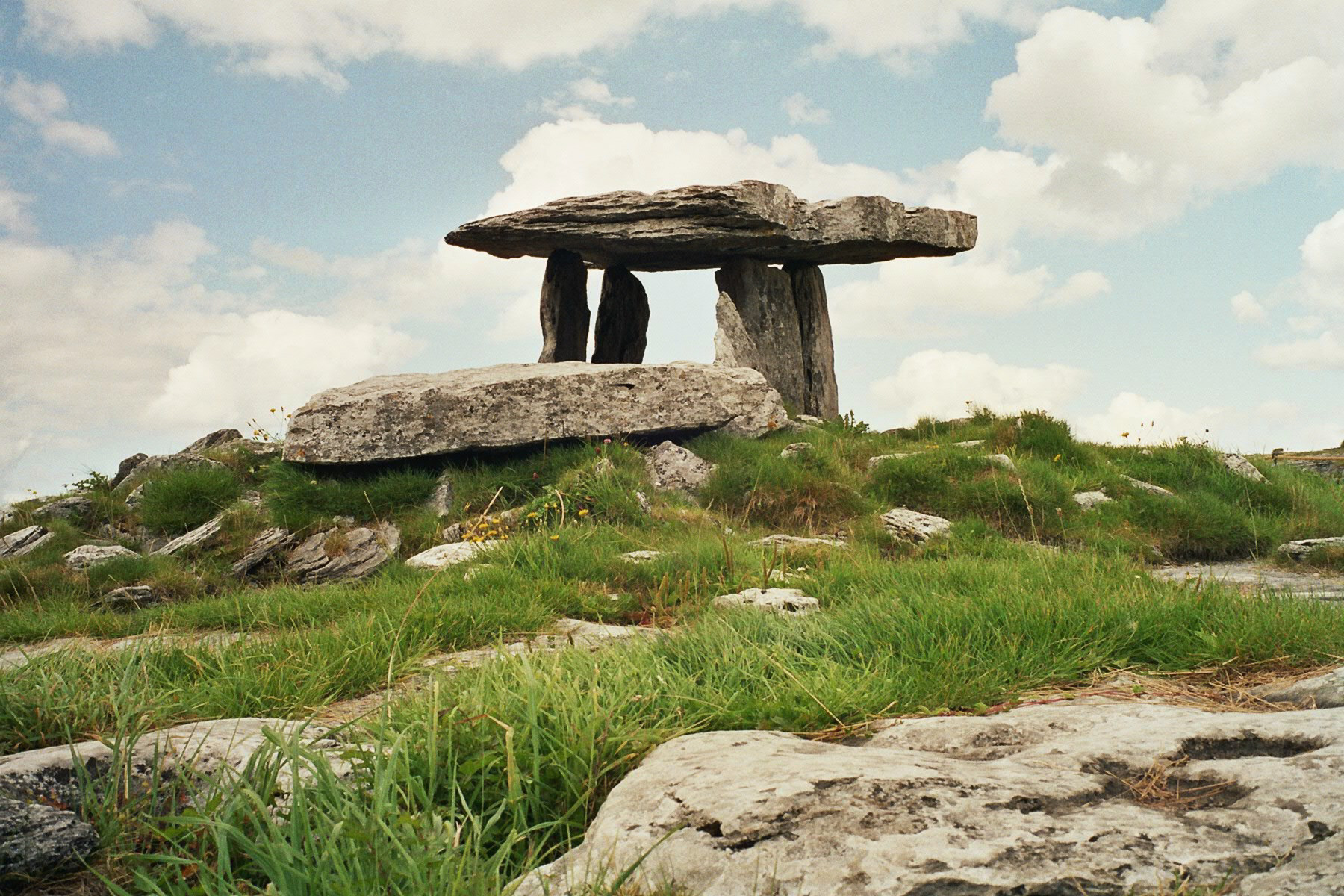
Poulnabrone Dolmen, County Clare

In der Grafschaft Clare ist frühe menschliche Besiedelung bis in die Steinzeit zurückzuverfolgen. Viele Plätze weisen noch die Spuren der uralten Besiedlung auf, wie sie sich in insbesondere in Duns, Souterrains, Menhiren und Wedge Tombs widerspiegelt.
Im 6. Jahrhundert brachten Mönche das Christentum in das Gebiet des heutigen County. Sie gründeten eine Reihe von Klöstern. Die beiden wichtigsten waren Iniscathaig (Scattery Island) und Iniscealtra (Holy Island im Lough Derg). Seit Anfang des 9. Jahrhunderts litten die Klöster unter Wikingerüberfällen. Scattery Island wurde erstmals 816 geplündert. Im Jahr 837 segelten die Wikinger über den Shannon bis in den Lough Derg.
Die bedeutendste der einheimischen Familien in Thomond, wie Nordmunster damals genannt wurde, waren die O’Brians. Ihr bekanntester Spross war der einzige irische Hochkönig Brian Boru, der in Killaloe geboren wurde. Er brachte den Wikingern von Limerick und Dublin entscheidende Niederlagen bei. Anfang des 12. Jahrhunderts erlangte Muirchertach Mor O’Brian die Herrschaft über weite Teile Irlands. Unter seinem maßgeblichen Einfluss wurde Killaloe auf der Synode von Rathbreasail im Jahr 1111 Diözese in den Grenzen des damaligen Königreichs Thomond. Es umfasste etwa die heutigen Countys Clare, Limerick, den Norden von Tipperary und Teile Offalys. In der Regierungszeit von Dónal Mór O’Brian (1168–1194) unternahmen die Normannen erste Versuche, das Königreich Thomond zu erobern. Die Erbstreitigkeiten unter Dónals Söhnen schwächten das Reich und Anfang des 13. Jahrhunderts war es auf die heutige Größe von Clare reduziert. Trotz wiederholter Angriffe der Anglo-Normannen blieb das Gebiet bis 1565 außerhalb des englischen Herrschaftsbereichs. In diesem Jahr wurden die Grenzen des heutigen County Clare festgelegt.
In den 1650er Jahren fand eine großangelegte Ansiedlung aus anderen Teilen Irlands und Englands statt, um die englische Herrschaft endgültig zu festigen. Die erste Hälfte des 19. Jahrhunderts ist durch ein explosionsartiges Ansteigen der Bevölkerungszahl gekennzeichnet. Von 1800 bis 1820 verdoppelte sich die Bevölkerung auf 208.000 Einwohner. Eine Missernte führte 1822 zu einer großen Hungersnot in Clare. Sie führte zu einer ersten Emigrationswelle. Nach der Großen Hungersnot in Irland in den 1840er Jahren, die die Grafschaft besonders hart traf, kam es in den nächsten Jahrzehnten zu einem stetigen Strom von Auswanderern. Zwischen 1850 und 1880 verließen ungefähr 100.000 Menschen den County. Bis 1966 fiel die Einwohnerzahl auf 73.500, um seitdem wieder langsam zu steigen.

## Wirtschaft
Die dominierenden Wirtschaftszweige im County Clare sind die Landwirtschaft und der Tourismus. Rund 90 % der Farmen betreiben Rinderzucht oder Milchwirtschaft. In den letzten Jahren ist die Anzahl der Betriebe insgesamt aber rückläufig. Ungewöhnlich ist der hohe Anteil an Waldflächen. Sie nehmen 16 % der Gesamtfläche ein, doppelt so viel wie im Landesdurchschnitt. Die Waldgebiete konzentrieren sich vor allem im Osten der Grafschaft. Ein Großteil wird forstwirtschaftlich genutzt.
In den letzten Jahrzehnten wurden verstärkt Anstrengungen unternommen, Industrie anzusiedeln. Das weitaus wichtigste Projekt ist die sogenannte Shannon Free Zone. Sie befindet sich am internationalen Flughafen Shannon. Durch Steuervorteile angelockt, haben sich hier ungefähr 120 internationale Firmen angesiedelt und etwa 7500 Arbeitsplätze geschaffen. Damit sind hier zwei Drittel aller Industriearbeitsplätze im County konzentriert.
Zum wichtigsten Wirtschaftszweig hat sich in den letzten Jahren der Tourismus entwickelt. Die noch weitgehend unberührte und vielseitige Landschaft sowie zahlreich erhaltene archäologische Stätten locken viele Besucher an. Zwischen 1993 und 1999 stiegen die Besucherzahlen um 52 %. Die meisten ausländischen Besucher kommen aus Großbritannien und Nordamerika, aber auch die Zahl der einheimischen Besucher ist deutlich gestiegen. Die mit Abstand meisten Besucher verzeichnen Bunratty Castle und Aillwee Cave.

## Politik
Die Sitzverteilung im Clare County Council nach der Kommunalwahl im Juni 2024 ist:
| Partei      | Sitze |
| ----------- | ----- |
| Fianna Fáil | 14    |
| Fine Gael   | 9     |
| Sinn Féin   | 2     |
| Parteilose  | 3     |

Für die Wahl zum irischen Parlament (Dáil Éireann) sendet Clare vier Abgeordnete dorthin; bei der Wahl im November 2024 gab es folgendes Ergebnis:
| Partei      | Sitze |
| ----------- | ----- |
| Fianna Fáil | 2     |
| Sinn Féin   | 1     |
| Fine Gael   | 1     |

## Verkehr

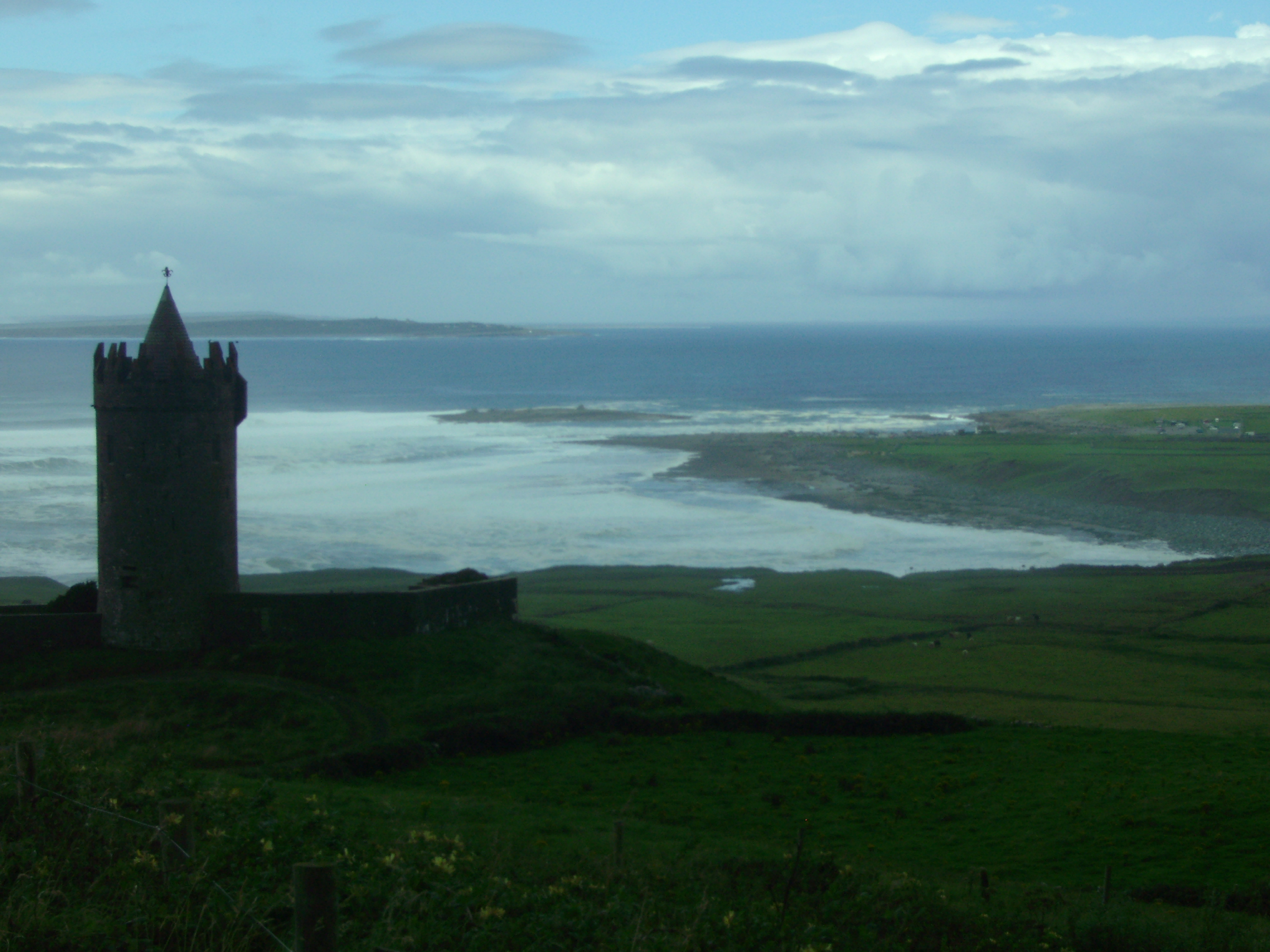
Doonagore Castle, im Hintergrund Doolin (rechts) und die östlichste der Aran-Inseln (links)

Durch die relativ dünne Besiedlung ist die Verkehrsinfrastruktur nur schwach entwickelt. Wichtigster Verkehrsknotenpunkt ist die größte Stadt des Countys, Ennis. Hier laufen alle wichtigen Nationalstraßen zusammen: Die N18 von Galway nach Limerick, die N85 nach Ennistymon und die N68 nach Kilrush. Die N67 verläuft größtenteils entlang der Küste und verbindet die dort gelegenen Ferienorte miteinander. Von Killimer gibt es eine Fährverbindung über den Shannon nach Tarbert im County Kerry. Sie erspart den ungefähr 140 Kilometer langen Umweg über Limerick.
Im Süden von Clare, gleich weit von Ennis und Limerick entfernt (24 km), liegt der Shannon International Airport, heute der – nach Dublin – zweitwichtigste irische Flughafen. Früher war er eine wichtige Ausgangs- oder Zwischenstation für Transatlantikflüge. Obwohl er an Bedeutung verloren hat, bietet er immer noch viele internationale Verbindungen, vor allem nach Nordamerika.
Die einzige noch verbliebene Eisenbahnverbindung führt von Athenry über Ennis nach Limerick. Der Abschnitt Athenry – Ennis wurde am 30. März 2010 nach über 34 Jahren wieder in Betrieb genommen. Zwischen den größeren Orten verkehren Überlandbusse von Bus Éireann. Von Doolin Quay an der Westküste aus gibt es eine Schiffsverbindung auf die Aran-Inseln in der Galway Bay.

## Sehenswürdigkeiten

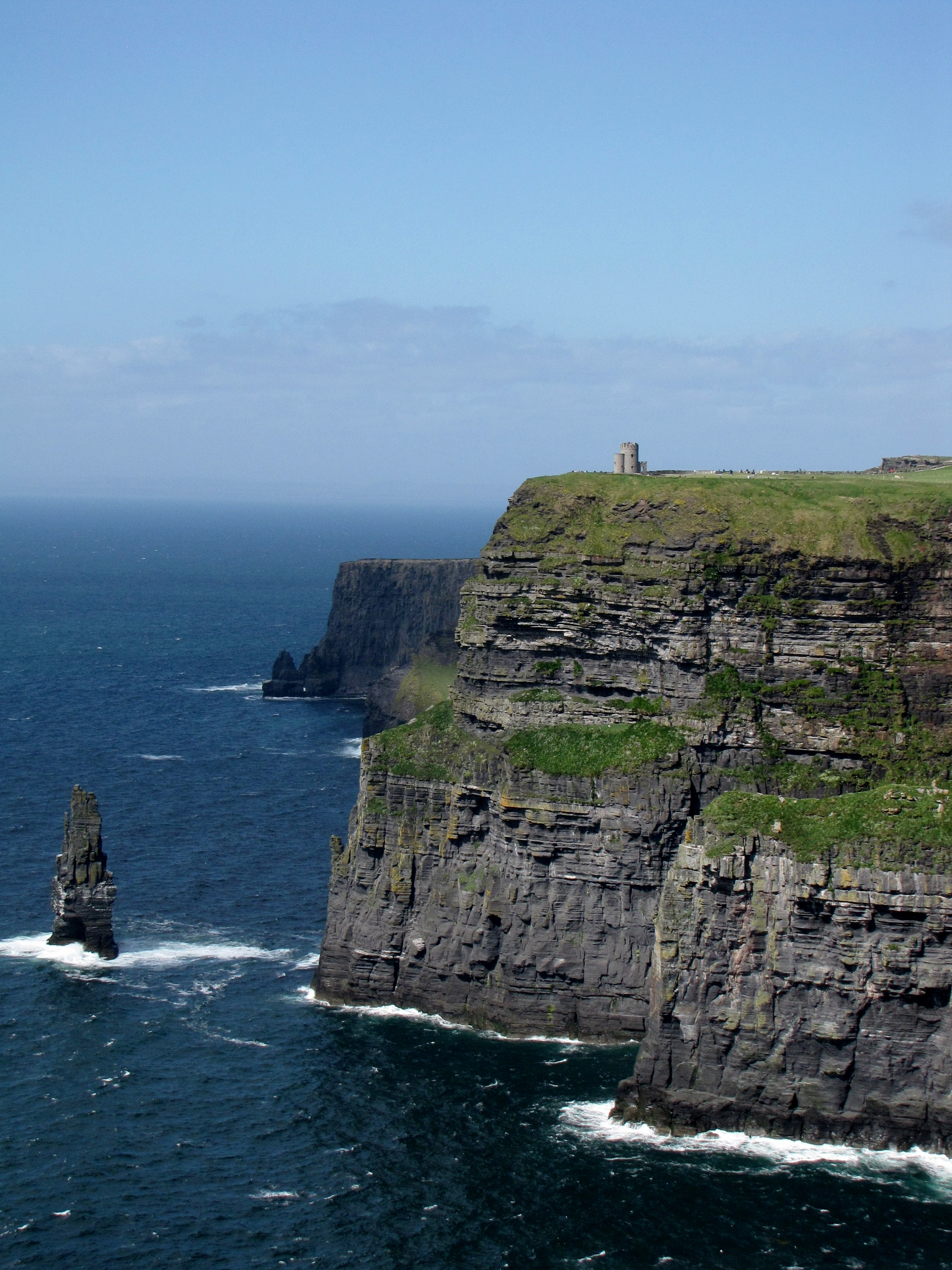
Die etwa 200 m hohen Cliffs of Moher

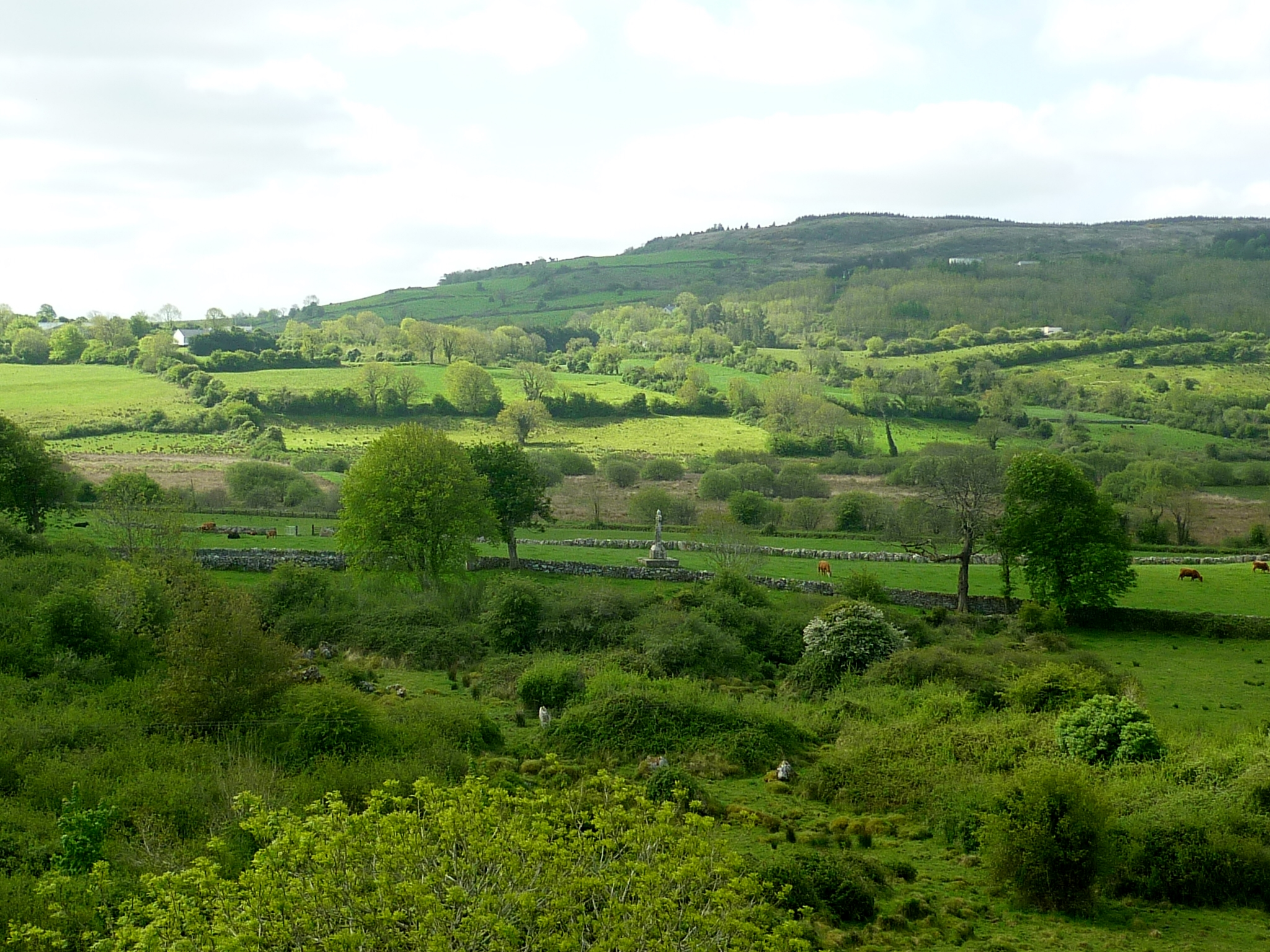
Grüne Hügellandschaft im County Clare

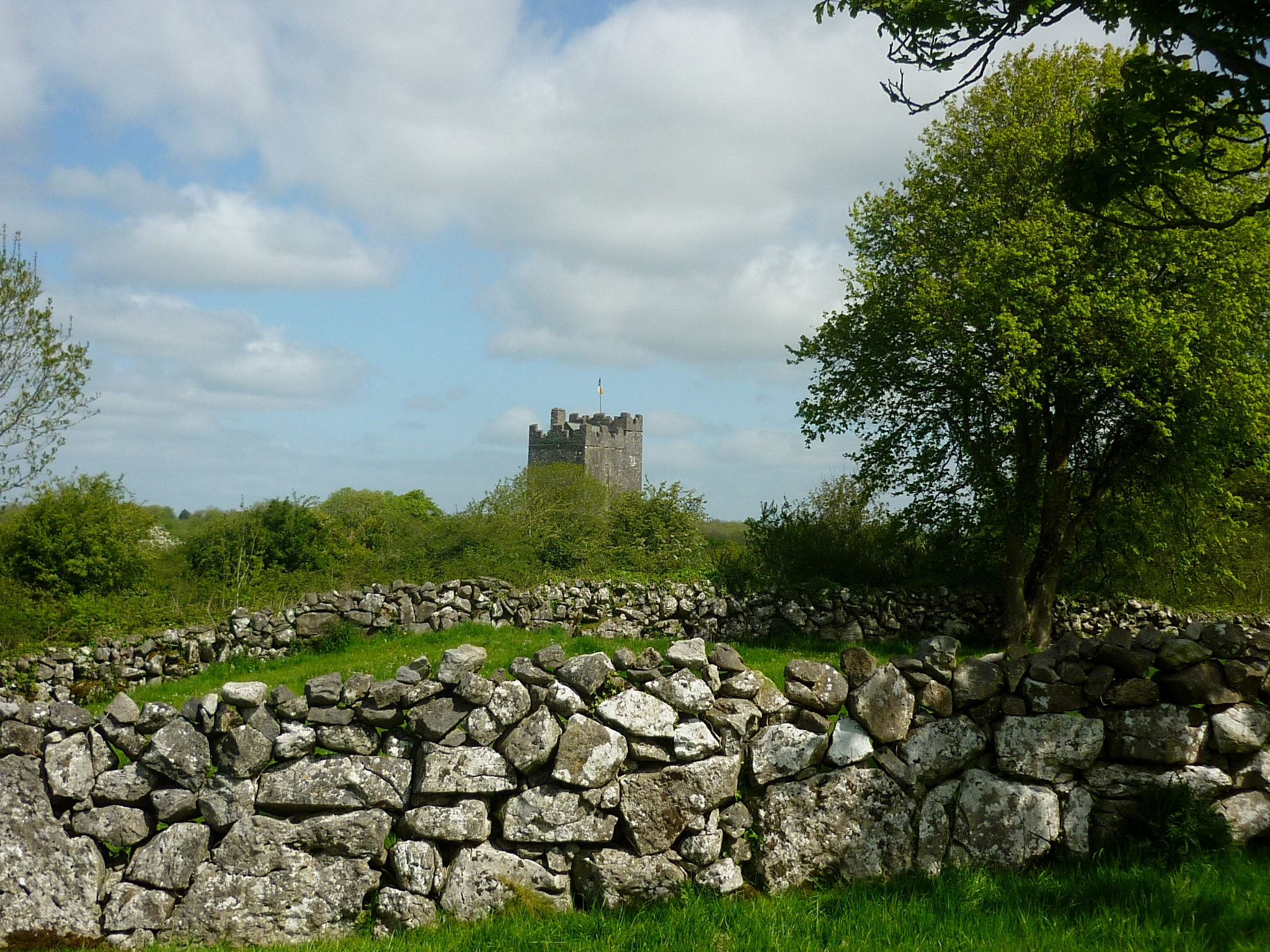
Burg von Dysert O’Dea

- Die vorzeitlichen Denkmäler (Ballyallaban, Ballykinvarga, Cahercommaun, Cahermore, Fanygalvan und Cahermackirilla, Poulaphuca, Poulnabrone Dolmen).
- Diverse Bullauns, Castles, Forts, Keltenkreuze, Kirchen und Klöster (Corcomroe Abbey), Rundtürme und Souterrains.
- Berühmt sind die Cliffs of Moher, eine steile Abbruchkante am Atlantik von bis zu 200 Meter Höhe. In der Nähe liegt das Städtchen Doolin, das für den Irish Folk bekannt ist.
- In der Nordwestecke befindet sich die Karstlandschaft des Burren mit dem Burren-Nationalpark und dem Burren Center in Kilfenora. Im Burren liegt die Tropfsteinhöhle Aillwee Cave und der wohl bekannteste aller Dolmen, der Poulnabrone-Dolmen, Newtown Castle, Noughhaval und die Kirchen von Oughtmama.
- An der Grenze zur Grafschaft Limerick befindet sich Bunratty Castle, eine zum Museum ausgebaute normannische Burg.
- Der Finavarra Tower ist ein historischer Wehrturm auf der Westspitze der Halbinsel Finavarra.
- Nordwestlich der Hauptstadt Ennis mit alter Klostergeschichte (Ennis Friary) kann man den Komplex von Dysert O’Dea besichtigen – ein Tower House aus dem 15. Jahrhundert mit archäologischem Park, Hochkreuz und Rundturm. Südöstlich von Ennis findet sich bei dem Dorf Quin die Ruine eines Franziskanerklosters, welches wiederum auf einer normannischen Burgruine errichtet worden war, die Quin Friary.
- Das Freilichtmuseum Craggaunowen liegt in der Nähe von Quin.
- In Tuamgraney befinden sich das East Clare Center und die St. Cronan’s Church.
- Von Mountshannon aus kann man Holy Island im Lough Derg eine Kircheninsel besichtigen.
- Scattery Island ist ein Kloster, das man von Cappa Pier bei Kilrush aus (privat) besichtigen kann.

## Persönlichkeiten
- Der McNamara- und der O’Brian-Clan stammen aus Clare.
- Daniel Vaughan, Wissenschaftler
- Michael Cusack (1847–1906), Lehrer und Gründer der GAA (Gaelic Athletic Association), war Vorbild für den Citizen im Ulysses von James Joyce
- Patrick Lynch (1866–1947), Politiker, Prozessanwalt und Attorney General of Ireland
- Frank Taylor (1914–1998), Politiker
- Patrick Hillery (1923–2008), Abgeordneter für Clare, Minister und Staatspräsident 1976–1990
- Edna O’Brien (1930–2024), Schriftstellerin
- James Breen (* 1945), Politiker
- Steven Stapleton (* 1957), Musiker, Maler, Illustrator und Gründer der Avantgarde-Band Nurse with Wound
- Rosita Boland (* 1965), Journalistin und Schriftstellerin